# Алма-Атинская трикотажная фабрика
Алма-Атинская трикотажная фабрика, производственное объединение, Министерства лёгкой промышленности Казахской ССР (ул. Маметовой, 67). Создано в 1975 году на базе одноимённой трикотажной фирмы. Алма-Атинская трикотажная фабрика была организована на базе эвакуированной в Алма-Ату во время Великой Отечественной войны Ивантеевской трикотажной фабрики. В числе подразделений головное предприятие, филиалы № 1 в Алма-Ате, № 2 в городе Талгар и № 3 в городе Текели. В годы Великой Отечественной войны выпускала военное обмундирование. В советское время производила верхний и бельевой трикотаж для взрослых и детей (94 вида изделий). В 1982 году реализовано товаров на 60304 рублей. Внедрение в X пятилетке новой техники и рационализаторских предложений обеспечило экономию около 4,3 млн рублей. Фондовооружённость возросла за этот период на 50,8 %, электровооружённость на 12,6 %, производительность труда на 17,7 %. В 1982 году 27,2 % общего объёма продукции выпущено с Государственным знаком качества.
В 1990-х годах приватизировано, выведено из государственной собственности, преобразовано в Акционерное общество и ликвидировано. Оборудование, здание и объекты предприятия проданы.
Ведущий дессинатор (разработка новых сплетений материалов) Борисова (Булгакова) Екатерина Михайловна — удостоена государственных знаков отличия.